# Antigua y Barbuda en los Juegos Olímpicos de Seúl 1988
Antigua y Barbuda estuvo representada en los Juegos Olímpicos de Seúl 1988 por un total de 15 deportistas, 12 hombres y 3 mujeres, que compitieron en 4 deportes.
La portadora de la bandera en la ceremonia de apertura fue la atleta Jocelyn Joseph. El equipo olímpico antiguano no obtuvo ninguna medalla en estos Juegos.